# Opération Menu

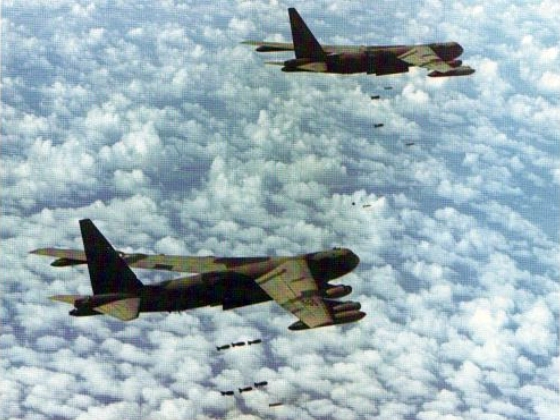
Des B-52D larguent leurs bombes sur le Cambodge lors de l'opération Menu (documents US Army)

L'opération Menu (anglais : Operation Menu) est un bombardement aérien massif des États-Unis sur l'Est du Cambodge pendant la guerre du Vietnam, entre le 18 mars 1969 et le 26 mai 1970. Il est opéré à la demande du nouveau président Richard Nixon et du futur prix Nobel de la paix Henry Kissinger, pour préparer le retrait des troupes américaines du Vietnam et du Laos. Pendant l'opération, l'aviation des États-Unis effectue 3 875 sorties et largue 108 000 tonnes de bombes sur le Cambodge, sans déclaration de guerre.
Le 18 mars 1969, suivant les ordres secrets de Nixon, 59 bombardiers B-52 Stratofortress de l'US Air Force bombardèrent la Base 353, située dans la région dite « de l'hameçon » face à la province sud-vietnamienne de Tây Ninh. Cette frappe fut la première d'une série d'attaques sur les sanctuaires qui dura jusqu'en mai 1970. Au cours de l'opération Menu, l'Air Force effectua 3 875 sorties et lâcha plus de 108 000 tonnes de munitions sur les zones frontalières orientales.
L'opération est gardée secrète et n'est révélée qu'en 1972. Lors du scandale du Watergate, des parlementaires proposent sans succès d'en faire un chef d'accusation de l'impeachment, du fait que seul le Congrès peut déclarer la guerre et que Nixon aurait usurpé ce pouvoir. 